# جوزيف هنري (سياسي)
جوزيف هنري (بالإنجليزية: Joseph Henry)‏ هو سياسي نيوزلندي، ولد في 1853، وتوفي في 1894. انتخب عضو مجلس النواب النيوزيلندي.